# .om
.om (Omã) é o código TLD (ccTLD) na Internet para o Omã. É administrado pela Companhia de Telecomunicação de Omã.

## Restrições a domínios
Atualmente, a OMnic permite apenas registro de domínios de terceiro nível. Entretanto, há alguns domínios diretamente sob .om, incluindo  mediaphone.om, nawrastelecom.om, omanmobile.om, omanpost.om, omantel.om, rakpetroleum.om, siemens.om, songfest.om, statecouncil.om
Se a criação do .om permitisse a criação indiscriminada de domínios de segundo nível, muitas formas de cybersquatting seriam possíveis. Por exemplo, alguém poderia registrar o domínio yahooc.om para se aproveitar de um erro de digitação em yahoo.com.

## Domínios de segundo nível
Os seguintes domínios de segundo nível são listados nas regras da OMnic:
- com.om: empresas registradas no Ministério do Comércio e Indústria do Sultanato de Omã.
- co.om: empresas registradas no Ministério do Comércio e Indústria do Sultanato de Omã.
- edu.om: Instituições educacionais (por exemplo, universidades) registradas no Ministério de Educação Superior do Sultanato de Omã.
- ac.om:  Organizações acadêmica (por exemplo, universidades) registradas no Ministério de Educação Superior do Sultanato de Omã.
- sch.om: escolas em nível equivalente ao Ensino Fundamental e Ensino Médio brasileiros, com licenças válidas no Ministério da Educação do Sultanato de Omã
- gov.om:  departamentos e ministérios do Sultanato de Omã.
- net.om: computadores de NICs e NOCs, computadores administrativos registrados no Ministério de Transporte e Comunicação do Sultanato de Omã ou na Companhia de Telecomunicação de Omã. É uma alternativa ao registro de domínios .net.
- org.om: Organizações sem fins lucrativos registradas no Ministério de Assuntos Sociais, Trabalho e Treinamento Vocacional do Sultanato de Omã.
- mil.om: estabelecimentos do Ministério da Defesa do Sultanato de Omã.
- museum.om: museus.
- biz.om: companhia comercial, de vendas, registrada no Ministério do Comércio e Indústria do Sultanato de Omã.
- pro.om: para profissionais e associações profissionais.
- med.om: hospitais e clínicas licenciadas pelo Ministério da Saúde do Sultanato de Omã.